# Transaction en droit français
Pour un article plus général, voir Transaction juridique.
En droit français, la transaction est un contrat permettant de mettre fin à une contestation née, ou de prévenir une contestation à naître, en aménageant des concessions réciproque. C'est un contrat civil régi par le Code civil français, au livre III, titre XV (articles 2044 à 2058). La transaction constitue l'un des modes alternatifs de règlement des conflits (MARC) en procédure civile. La conclusion d'un tel contrat peut intervenir avant ou en cours d'instance, et produit des effets comparables à ceux d'une décision juridictionnelle.

## Description
La transaction résulte d'une volonté de transiger des parties. Cela suppose au départ d'un litige, auquel les parties souhaitent mettre un terme de façon amiable, sans passer devant une juridiction d'État. À ces deux conditions légales (d'une part litige né ou à naître et d'autre part volonté d'y mettre fin), la jurisprudence a ajouté une troisième condition : des concessions réciproques des parties à la transaction.
La faculté de transiger peut aussi être prévenue dans le contrat initial, pour des raisons de confidentialité, notamment en matière commerciale. La transaction ne peut être remise en cause. On peut néanmoins en demander la nullité en attaquant ses conditions de formation. Pour des raisons de preuve, la transaction doit être écrite, et signée des parties.

## Exemple de transaction
- X achète une voiture auprès du concessionnaire Y.
- Quand X prend possession de la voiture, il s'aperçoit qu'elle n'est pas dotée de jantes aluminium.
- X se plaint et menace d'une action en justice.
- Y fait un geste commercial, en donnant un autoradio lecteur MP3.
- X est d'accord, il repart avec la voiture et l'autoradio.
- X renonce donc à son action en justice sur ce fondement.

Juridiquement, il s'agit d'une transaction, qu'aucune partie ne pourra remettre en cause devant un tribunal. Toutefois, une action sur un autre fondement sera néanmoins envisageable: le droit d'agir est d'ordre public; on ne peut donc y déroger, même par contrat.

## Utilisation en droit du travail

### Conditions d'utilisation
La transaction est fréquemment utilisée en droit du travail, le plus souvent pour régler les conséquences financières de la rupture du contrat de travail.
L'intérêt de la transaction est d'éviter les procédures judiciaires auprès des conseils de prud'hommes et d'accélérer l'indemnisation. En pratique, le salarié reçoit, en plus des indemnités légales, une indemnité de transaction calculée en fonction du salaire, de la durée de présence dans l'entreprise, et de la négociation.
La transaction peut être utilisée pour masquer des licenciements abusifs ou sans cause, ou pour sous-indemniser le salarié.
La transaction ne peut être conclue qu'une fois que la rupture du contrat de travail est devenue définitive. Ce point n'est acquis que depuis un arrêt de la cour de cassation du 29 mai 1996 (Bull civ V no 215).
La chambre sociale de la Cour de cassation l'a encore rappelé dans son arrêt no 11-15471 du 5 décembre 2012 : "attendu cependant qu'une transaction ne peut avoir pour objet de mettre fin au contrat de travail".

### Conditions de validité
Conditions générales de validité des conventions :
- On doit avoir la capacité de disposer des objets compris dans la transaction
- L'objet de la transaction doit être licite (on ne peut pas transiger sur l'ordre public),
- L'objet de la transaction doit être certain, bien qu'il puisse porter sur un litige futur[3],
- La transaction doit respecter les conditions relatives au consentement (articles 1109 à 1122 du Code civil français),
- Le consentement doit être exempt de vices (article 2053). La transaction peut être rescindée lorsqu'il y a erreur sur la personne ou l'objet, et dans les cas de dol ou de violence.

La transaction est soumise à des conditions spécifiques :
- Si la transaction masque un faux licenciement ou un motif inexistant, elle est nulle,
- Il doit y avoir concession réciproque, ou les concessions ne doivent pas être dérisoires,
- La rupture du contrat de travail doit être définitive lorsque la transaction est conclue.

### Effets d'une transaction
La transaction revêt entre les parties l'autorité de chose jugée en dernier ressort, et éteint l'instance en cours à titre accessoire. L'autorité de chose jugée attachée à la transaction est limitée à l'objet du contrat.
La transaction est dépourvue des caractères de la décision juridictionnelle, et sa force exécutoire est limitée à l'effet obligatoire des contrats. Le juge peut donc « homologuer la transaction » pour conférer force exécutoire au contrat, qu'il s'agisse d'une transaction intervenue dans le cadre d'un procès, ou d'une transaction extrajudiciaire.

## Contestation de la transaction
La transaction est un contrat dont la validité peut être contestée par l'une des parties, sur le fondement de l'action judiciaire en nullité.

### Les juridictions compétentes
La juridiction compétente pour connaître de l'action en nullité dépend de la matière de la transaction. La nullité d'un contrat étant rétroactive, les parties reviennent dans la situation antérieure à la conclusion de la transaction. Dès lors, la compétence du juge s'apprécie au regard de la situation des parties antérieure des parties. Ainsi, le Conseil des prud'hommes sera compétent pour apprécier la nullité d'une transaction conclue entre un employeur et son ancien salarié pour la rupture d'un contrat de travail.

### Causes de nullité d'une transaction
La nullité d'une transaction ne s'apprécie pas par application de la théorie générale des contrats, mais au regard des cas de rescision prévus par les articles 2052 et 2053 du Code civil. La finalité de la transaction, à savoir le règlement définitif d'un litige, tend à consolider la force obligatoire de ce contrat spécial en limitant les cas de nullité. Ainsi, l'article 2052 interdit l'action en nullité fondée sur l'erreur de droit ou le caractère lésionnaire de la transaction, tandis que l'article 2053 ouvre l'action en nullité d'une transaction sur le fondement de l'erreur sur la personne ou l'objet de la transaction, ou encore la violence et le dol.

#### Causes de nullité exclues
Une partie ne peut obtenir la rescision de la transaction en alléguant d'un erreur de droit au moment de la conclusion de la transaction. La rescision est donc exclue en matière d'erreur sur les droits subjectifs d'une partie, ou sur l'état du droit positif. Toutefois, la jurisprudence de la chambre sociale de la Cour de cassation tend à réduire la frontière entre l'erreur de droit (exclue) et l'erreur sur l'objet (admise). Par ailleurs, le caractère lésionnaire d'une transaction, à savoir le déséquilibre entre les concessions des parties, ne peut fonder une action en nullité de ce contrat.

#### Causes de nullité admises
L'article 2053 admet l'action en rescision d'une transaction pour cause de violence, y compris la violence économique. Par ailleurs, l'article 2053 admet la nullité d'une transaction sur le fondement de l'erreur sur l'objet, difficile à distinguer de l'erreur de droit. Or, la chambre sociale de la Cour de cassation considère qu'en matière de transaction consécutive à la rupture d'un contrat de travail, l'erreur du salarié sur l'étendue de ses droits à indemnisation (en l'espèce, la nature et le montant des indemnités de rupture) s'analyse comme une erreur fondée sur l'objet de la transaction.